# Llista de topònims de Tiurana
Llista de topònims (noms propis de lloc) del municipi de Tiurana, a la Noguera
Informació actualitzada per un bot. Els canvis manuals es perdran quan s'actualitzi!

## cabana
| imatge | Nom                             | Ubicat a | instància de | Detalls | coordenades                                                         | Protecció | Commons (més fotos) | Dades a WD                    |
| ------ | ------------------------------- | -------- | ------------ | ------- | ------------------------------------------------------------------- | --------- | ------------------- | ----------------------------- |
|        | cabana de Barrulles             | Tiurana  | cabana       |         | 41° 57′ 27″ N, 1° 14′ 08″ E / 41.9574640700705°N,1.23562629579863°E |           |                     | Modifica les dades a Wikidata |
|        | cabana del Corralot             | Tiurana  | cabana       |         | 41° 57′ 59″ N, 1° 15′ 32″ E / 41.9664390177229°N,1.25893490793476°E |           |                     | Modifica les dades a Wikidata |
|        | cabana del Pla de Sant Ermengol | Tiurana  | cabana       |         | 41° 57′ 48″ N, 1° 14′ 59″ E / 41.9634071998324°N,1.2496774540578°E  |           |                     | Modifica les dades a Wikidata |

## entitat singular de població
| imatge | Nom       | Ubicat a | instància de                                   | Detalls | coordenades                                                       | Protecció | Commons (més fotos) | Dades a WD                    |
| ------ | --------- | -------- | ---------------------------------------------- | ------- | ----------------------------------------------------------------- | --------- | ------------------- | ----------------------------- |
|        | Miralpeix | Tiurana  | entitat singular de població                   | 0 hab   | 41° 57′ 52″ N, 1° 14′ 02″ E / 41.96440833°N,1.23401667°E 434 msnm |           |                     | Modifica les dades a Wikidata |
|        | Tiurana   | Tiurana  | entitat singular de població capital municipal | 67 hab  | 41° 58′ 06″ N, 1° 14′ 25″ E / 41.96830839°N,1.24025148°E 434 msnm |           |                     | Modifica les dades a Wikidata |

## església
| imatge | Nom                      | Ubicat a | instància de     | Detalls                                                  | coordenades                                                                | Protecció                                  | Commons (més fotos)      | Dades a WD                    |
| ------ | ------------------------ | -------- | ---------------- | -------------------------------------------------------- | -------------------------------------------------------------------------- | ------------------------------------------ | ------------------------ | ----------------------------- |
|        | Mare de Déu de Solers    | Tiurana  | església         | Estil: arquitectura popular                              | 41° 58′ 34″ N, 1° 15′ 20″ E / 41.97599444°N,1.25545556°E 640 msnm          | bé integrant del patrimoni cultural català | Mare de Déu de Solers    | Modifica les dades a Wikidata |
|        | Sant Ermengol de Tiurana | Tiurana  | església ermita  | Estil: arquitectura romànica                             | 41° 57′ 54″ N, 1° 14′ 53″ E / 41.965016°N,1.247941°E 617 msnm              | bé integrant del patrimoni cultural català | Sant Ermengol de Tiurana | Modifica les dades a Wikidata |
|        | Sant Miquel              | Tiurana  | església capella |                                                          | 41° 56′ 16″ N, 1° 13′ 37″ E / 41.937871017564°N,1.2268680688186°E 655 msnm |                                            |                          | Modifica les dades a Wikidata |
|        | Sant Pere de Tiurana     | Tiurana  | església         | Estil: arquitectura del Renaixement arquitectura barroca | 41° 58′ 34″ N, 1° 15′ 22″ E / 41.976057°N,1.256042°E                       | bé integrant del patrimoni cultural català | Sant Pere de Tiurana     | Modifica les dades a Wikidata |
|        | Sant Roc de Tiurana      | Tiurana  | església         | Estil: arquitectura popular                              | 41° 57′ 53″ N, 1° 13′ 43″ E / 41.964821°N,1.2285°E                         |                                            |                          | Modifica les dades a Wikidata |
|        | Santa Maria de Cluelles  | Tiurana  | església         | Estil: arquitectura romànica                             | 41° 56′ 51″ N, 1° 12′ 39″ E / 41.947565°N,1.21089°E                        | bé integrant del patrimoni cultural català |                          | Modifica les dades a Wikidata |

## masia
| imatge | Nom                     | Ubicat a | instància de | Detalls | coordenades                                                         | Protecció | Commons (més fotos) | Dades a WD                    |
| ------ | ----------------------- | -------- | ------------ | ------- | ------------------------------------------------------------------- | --------- | ------------------- | ----------------------------- |
|        | Barrulles               | Tiurana  | masia        |         | 41° 57′ 34″ N, 1° 13′ 30″ E / 41.959457986145°N,1.2250629266099°E   |           |                     | Modifica les dades a Wikidata |
|        | Finestres               | Tiurana  | masia        |         | 41° 57′ 15″ N, 1° 13′ 48″ E / 41.954131088224°N,1.2300369092926°E   |           |                     | Modifica les dades a Wikidata |
|        | Mas Joanet              | Tiurana  | masia        |         | 41° 58′ 01″ N, 1° 15′ 25″ E / 41.9668060186949°N,1.25700612336708°E |           |                     | Modifica les dades a Wikidata |
|        | Mas d'en Cirera         | Tiurana  | masia        |         | 41° 58′ 13″ N, 1° 15′ 31″ E / 41.970278348141°N,1.2585165497942°E   |           |                     | Modifica les dades a Wikidata |
|        | Mas d'en Pinós          | Tiurana  | masia        |         | 41° 56′ 15″ N, 1° 14′ 11″ E / 41.9373997811205°N,1.23632437004224°E |           |                     | Modifica les dades a Wikidata |
|        | Queròs                  | Tiurana  | masia        |         | 41° 56′ 56″ N, 1° 14′ 17″ E / 41.9487729145449°N,1.23796525888081°E |           |                     | Modifica les dades a Wikidata |
|        | el Masucó de la Cluella | Tiurana  | masia        |         | 41° 56′ 40″ N, 1° 12′ 39″ E / 41.9443814441147°N,1.21083454869859°E |           |                     | Modifica les dades a Wikidata |
|        | la Cluella              | Tiurana  | masia        |         | 41° 56′ 51″ N, 1° 12′ 22″ E / 41.947455027909°N,1.2060935312461°E   |           |                     | Modifica les dades a Wikidata |

## muntanya
| imatge | Nom                 | Ubicat a         | instància de | Detalls | coordenades                                                         | Protecció | Commons (més fotos) | Dades a WD                    |
| ------ | ------------------- | ---------------- | ------------ | ------- | ------------------------------------------------------------------- | --------- | ------------------- | ----------------------------- |
|        | Serrat de Castellar | Tiurana          | muntanya     |         | 41° 57′ 21″ N, 1° 15′ 04″ E / 41.95585278°N,1.25119417°E 619.5 msnm |           |                     | Modifica les dades a Wikidata |
|        | Serratalt           | Tiurana          | muntanya     |         | 41° 56′ 35″ N, 1° 14′ 32″ E / 41.94313889°N,1.24218056°E 700.2 msnm |           |                     | Modifica les dades a Wikidata |
|        | Turó de Solers      | Bassella Tiurana | muntanya     |         | 41° 58′ 21″ N, 1° 15′ 44″ E / 41.97261667°N,1.26224444°E 672 msnm   |           |                     | Modifica les dades a Wikidata |

## serra
| imatge | Nom                   | Ubicat a         | instància de | Detalls | coordenades                                                         | Protecció | Commons (més fotos) | Dades a WD                    |
| ------ | --------------------- | ---------------- | ------------ | ------- | ------------------------------------------------------------------- | --------- | ------------------- | ----------------------------- |
|        | serrat de Pujabudells | Bassella Tiurana | serra        |         | 41° 57′ 39″ N, 1° 15′ 41″ E / 41.9609°N,1.26128°E 655.7 msnm        |           |                     | Modifica les dades a Wikidata |
|        | serrat dels Moros     | Tiurana          | serra        |         | 41° 57′ 00″ N, 1° 13′ 14″ E / 41.95010806°N,1.22041944°E 627.1 msnm |           |                     | Modifica les dades a Wikidata |

## Misc
| imatge | Nom                           | Ubicat a                                             | instància de                                                       | Detalls                                      | coordenades | Protecció                                            | Commons (més fotos)                     | Dades a WD                    |
| ------ | ----------------------------- | ---------------------------------------------------- | ------------------------------------------------------------------ | -------------------------------------------- | --- | ---------------------------------------------------- | --------------------------------------- | ----------------------------- |
|        | Carrer Major                  | Tiurana                                              | carrer                                                             |                                              | |                                                      |                                         | Modifica les dades a Wikidata |
|        | Font                          | Tiurana                                              | font                                                               | Estil: arquitectura popular 19th century     | 41° 58′ 31″ N, 1° 15′ 22″ E / 41.975281°N,1.256054°E                                                                                          | bé integrant del patrimoni cultural català           | Font de Tiurana                         | Modifica les dades a Wikidata |
|        | Font Sol Aigua                | Tiurana                                              | obra escultòrica font                                              | Creador: Christian Tobin                     | 41° 58′ 31″ N, 1° 15′ 23″ E / 41.97539157252797°N,1.256261857872823°E                                                                         |                                                      |                                         | Modifica les dades a Wikidata |
|        | Mas Maleno                    | Tiurana                                              | vèrtex geodèsic                                                    | Alt: 1.19m                                   | 41° 58′ 21″ N, 1° 15′ 44″ E / 41.972638°N,1.262279°E 672.415 msnm                                                                             |                                                      |                                         | Modifica les dades a Wikidata |
|        | Portal de la vila fortificada | Tiurana                                              | porta de ciutat                                                    | Estil: arquitectura popular                  | 41° 58′ 34″ N, 1° 15′ 20″ E / 41.976013°N,1.255641°E 650 msnm                                                                                 | bé d'interès cultural bé cultural d'interès nacional | Portal de la vila fortificada (Tiurana) | Modifica les dades a Wikidata |
|        | Segre                         | Catalunya Pirineus Orientals                         | riu curs d'aigua riu aurífer                                       | Desemboca: Ebre Llarg: 265km Conca: 22400km² | 42° 24′ 09″ N, 2° 06′ 30″ E / 42.4025°N,2.1084°E 41° 21′ 48″ N, 0° 18′ 16″ E / 41.3633°N,0.3044°E                                             |                                                      | Segre River                             | Modifica les dades a Wikidata |
|        | Solés de Tiurana              | Tiurana                                              | nucli de població                                                  |                                              | 41° 58′ 32″ N, 1° 15′ 25″ E / 41.9756209680263°N,1.2568622755942°E                                                                            |                                                      |                                         | Modifica les dades a Wikidata |
|        | canal Segarra-Garrigues       | Noguera Segarra Urgell Garrigues                     | canal                                                              | Desemboca: riu de Set                        | 41° 56′ 09″ N, 1° 12′ 19″ E / 41.935923055555556°N,1.205238888888889°E 41° 27′ 06″ N, 0° 45′ 30″ E / 41.45165194444444°N,0.7583730555555556°E |                                                      | Canal Segarra-Garrigues                 | Modifica les dades a Wikidata |
|        | casa consistorial de Tiurana  | Tiurana                                              | casa consistorial                                                  |                                              | 41° 58′ 34″ N, 1° 15′ 19″ E / 41.9760117°N,1.2553935°E                                                                                        |                                                      |                                         | Modifica les dades a Wikidata |
|        | pantà de Rialb                | la Baronia de Rialb Tiurana Bassella Oliana Peramola | embassament                                                        | Conca: 3320km²                               | 41° 56′ 25″ N, 1° 11′ 38″ E / 41.94037222°N,1.193775°E                                                                                        |                                                      | Pantà de Rialb                          | Modifica les dades a Wikidata |
|        | presa de Rialb                | Noguera Alt Urgell la Baronia de Rialb Tiurana       | presa de gravetat Ús: regadiu aigua potable energia hidroelèctrica | Llarg: 605m Alt: 101m Volum: 1200000m³       | 41° 56′ 25″ N, 1° 11′ 38″ E / 41.940369444444°N,1.1937805555556°E 436 337 msnm                                                                |                                                      | Pantà de Rialb                          | Modifica les dades a Wikidata |